# Adrien Manglard

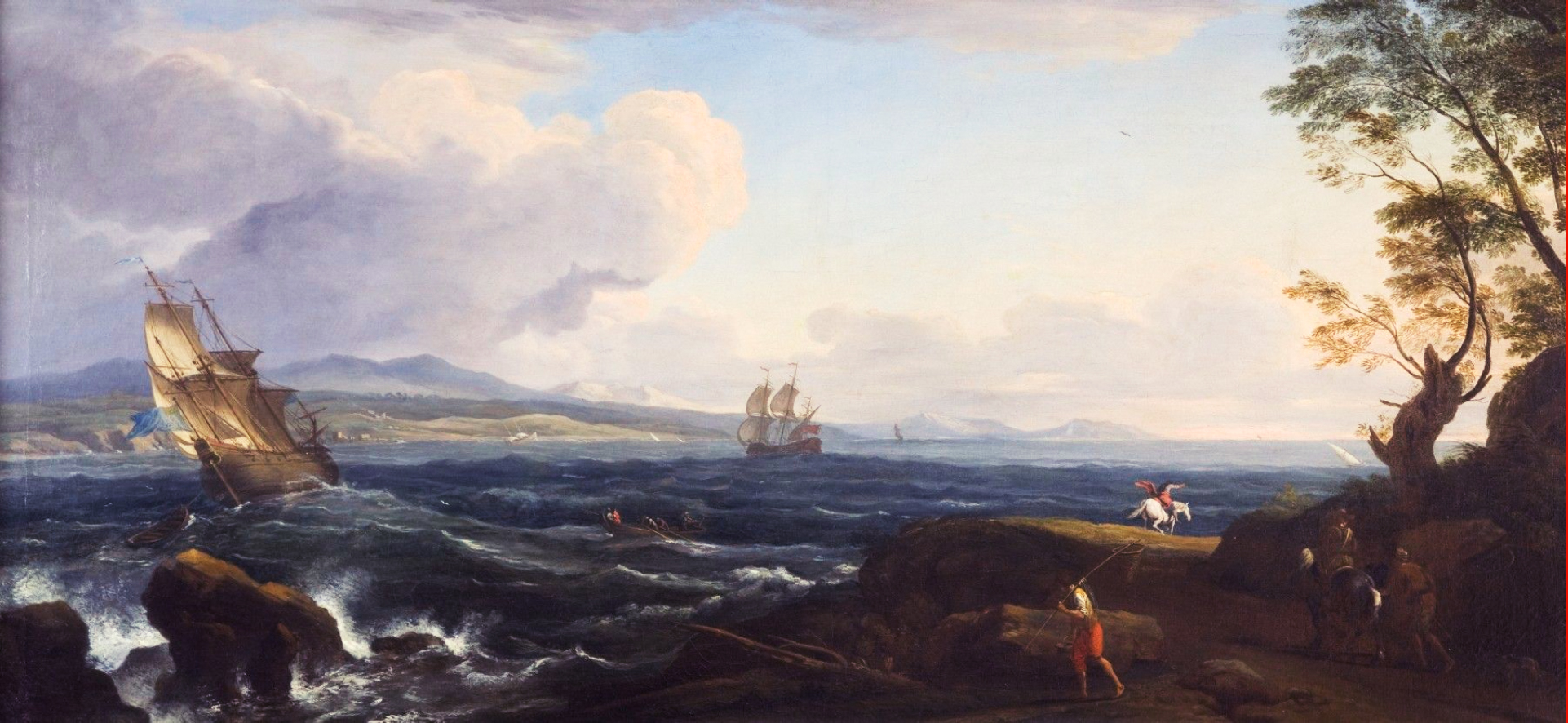
Visser en ruiters op een rotskust

Adrien Manglard (12 maart 1695, Lyon - 31 juli 1760, Rome) was een Frans schilder en graveur van historiestukken, landschappen, havens en zeegezichten.

## Biografie
Hij was de peetzoon van Adriaen van der Kabel en werd door hem opgeleid. In 1715 vertrok hij naar Rome, en hij zou zijn hele leven in Italië blijven. Daar werd hij beïnvloed door Claude Lorrain en Salvator Rosa. Hij werd er in 1735 lid van de Académie de Saint-Luc. Hij vervaardigde schilderijen voor de paleizen van de families Rospigliosi, Colonna en Philip van Bourbon. De laatste bestelde in 1757 honderdveertig landschappen en kustgezichten voor zijn paleizen in Parma en Colorno.
Op 24 november 1736 werd hij toegelaten tot de Académie royale in Parijs. In zijn tijd was hij beroemd, maar hij is tegenwoordig beter bekend als de leraar van Joseph Vernet.